# Morris Park (metropolitana di New York)
Morris Park è una stazione della metropolitana di New York, situata sulla linea IRT Dyre Avenue. Nel 2016 è stata utilizzata da 677 899 passeggeri.
È servita dalle linee 2 Seventh Avenue Express, attiva solo nei fine settimana, e 5 Lexington Avenue Express, attiva solo nei giorni feriali.